# Marvão
Marvão – miejscowość w Portugalii, leżąca w dystrykcie Portalegre, w regionie Alentejo w podregionie Alto Alentejo.

## Krótki opis

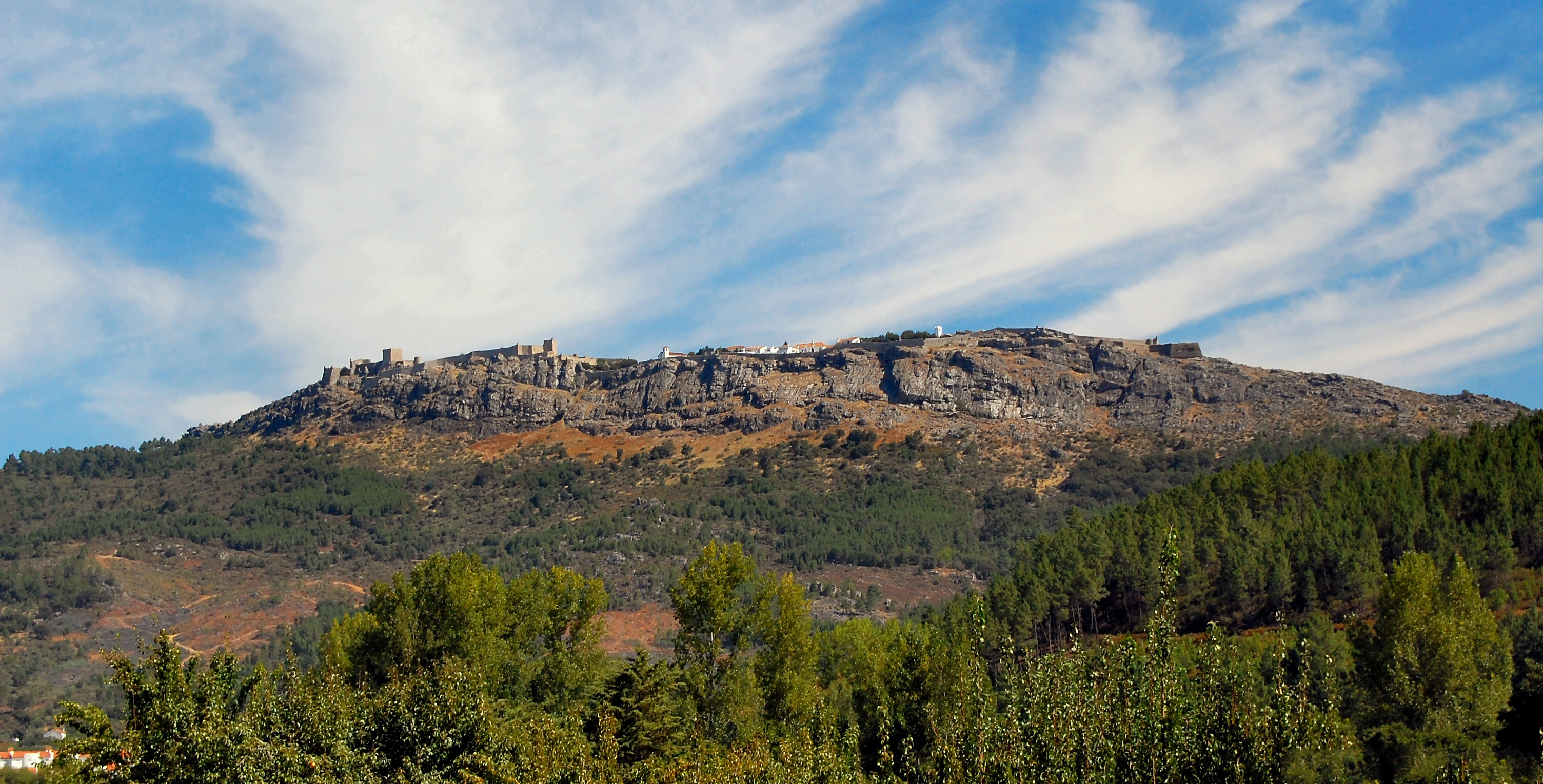
Marvão – widok od południa

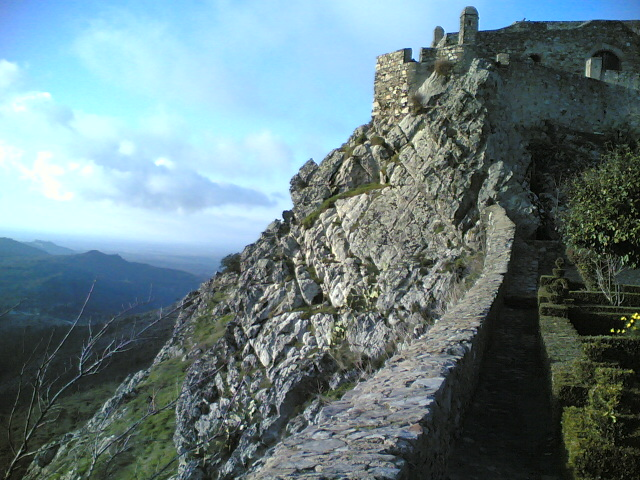
Marvão – mury miejskie

Miejscowość jest siedzibą gminy o tej samej nazwie. Nazwa miejscowości pochodzi od mauretańskiego władcy z VIII w. Ibn Marwana. Marvão od roku 2000 znajduje się na liście światowego dziedzictwa UNESCO

## Położenie
Miejscowość położona jest na szczycie granitowego wzgórza w paśmie Serra de São Mamede. Poza granitem wzgórze budują skały metamorficzne – przede wszystkim kwarcyty.

## Historia
Choć po wojnach punickich teren ten przeszedł pod panowanie Rzymu, okolicę nawiedzały regularne rewolty miejscowych Luzytanów i Wettonów. Ostatecznie dopiero w I wieku naszej ery Rzym na dobre uzyskał kontrolę nad okolicą, czego wyrazem było założenie miasta Ammaia. W czasach rzymskich miasto zajmowało ok. 25 hektarów a jego populacja sięgała 6 tys. mieszkańców. Miasto znajdowało się na terenie współczesnego sołectwa São Salvador da Aramenha. Po utracie przez Rzym kontroli nad Półwyspem Iberyjskim miasto straciło na znaczeniu i ostatecznie wyludniło się przed IX wiekiem. Na początku VIII w. mauretański władca Ibn Marwan wybudował na szczycie wzniesienia twierdzę, która pomogła mu zawładnąć leżącymi na północ ziemiami współczesnej Portugalii. Umocnienia te były rozbudowywane także po odbiciu tych ziem przez Portugalczyków, zwłaszcza przez Sancha II i Dionizego I

## Zabytki
- zamek wzniesiony w 1299 przez króla Dionizego, wewnątrz którego znajduje się donżon i dwa zbiorniki wody. Z murów zamku roztacza się piękny widok na góry Serra de São Mamede;
- kościół Igreja Martiz;
- Muzeum Miejskie (port. Museu Municipal), mieszczące się w kościele św. Marii eksponujące miejscowe znaleziska archeologiczne z okresu od paleolitu do czasów rzymskich oraz zabytki sakralne
- klasztor Convento de Nossa Senhora da Estrela leżący poza murami miasta

## Demografia
| Liczba ludności gminy Marvão (1801–2011) |       |       |       |       |       |       |       |       |       |
| 1801                                     | 1849  | 1900  | 1930  | 1960  | 1981  | 1991  | 2001  | 2004  | 2011  |
| 4 048                                    | 3 780 | 5 994 | 7 116 | 7 478 | 5 418 | 4 419 | 4 029 | 3 739 | 3 512 |

## Sołectwa
Sołectwa gminy Marvão (ludność wg stanu na 2011 r.)
- Beirã – 498 osób
- Santa Maria de Marvão – 486 osób
- Santo António das Areias – 1102 osoby
- São Salvador da Aramenha – 1426 osób